# 塔克瑟特魏爾湖
48°12′58″N 11°40′41″E / 48.216159°N 11.678057°E

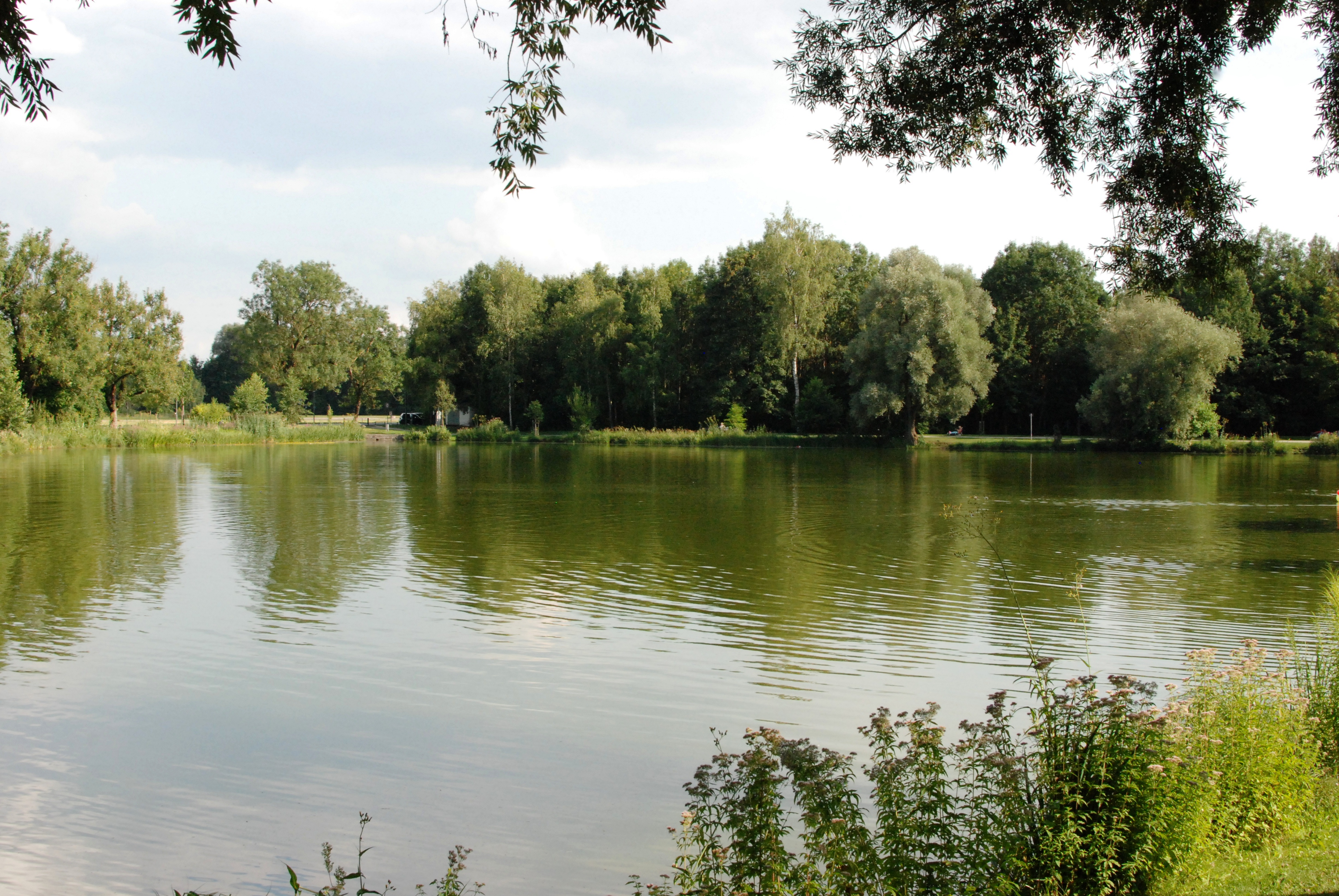

塔克瑟特魏爾湖（德語：Taxetweiher），是德國的湖泊，位於該國東南部，由巴伐利亞州負責管轄，處於伊斯馬寧，長0.2公里、寬0.1公里，面積0.02平方公里，海拔高度490米，最大水深2米。